# 65 Draconis
65 Draconis är en gul jätte som ligger i stjärnbilden Draken.
65 Dra har visuell magnitud +6,25 och är svagt synlig för blotta ögat vid mycket god seeing. Den befinner sig på ett avstånd av ungefär 360 ljusår.